# Championnat de Bahreïn de football 1999-2000
Navigation
Saison précédente Saison suivante
La saison 1999-2000 du Championnat de Bahreïn de football est la quarante-quatrième édition du championnat national de première division à Bahreïn. 
Pour cette édition uniquement, le championnat adopte une formule inédite en trois phases :
- les douze équipes du pays sont réparties en deux groupes de six où elles s'affrontent deux fois, à domicile et à l'extérieur. Les quatre premiers se qualifient pour la deuxième phase tandis que les deux derniers doivent disputer la poule de relégation.
- lors de la deuxième phase, les huit qualifiés sont à nouveau répartis en deux groupes de quatre, et s'affrontent en matchs aller-retour. Les deux premiers de chaque poule obtiennent leur billet pour les demi-finales. La poule de relégation, qui rassemble les quatre moins bonnes formations, est jouée dans le même temps et voit le dernier être relégué et l'avant-dernier disputer le barrage de promotion-relégation.
- la phase finale est jouée en matchs à élimination directe, avec demi-finales en matchs aller-retour et finale sur un seul match.

C'est le Riffa Club qui remporte la compétition, après avoir battu lors de la finale nationale son rival local, East Riffa. C'est le septième titre de champion de Bahreïn de l'histoire du club, le troisième en quatre saisons. East Riffa termine malgré tout la saison en remportant la Coupe de Bahreïn.

## Les clubs participants
| - Al Muharraq Club - Riffa Club - East Riffa - Essa Town FC - Al Hilal Bahrain - Busaiteen Club | - Malkiya Club - Promu de D2 - Al-Ahli Club - Bahrain Club - Budaiya Club - Al Hala SC - Qalali FC - Promu de D2 |

## Compétition
L'ensemble des classements est basé sur le barème de points classique (victoire à 3 points, match nul à 1, défaite à 0).

### Première phase
| Rang | Équipe            | Pts | J  | G | N | P | Bp | Bc | Diff |
| ---- | ----------------- | --- | -- | - | - | - | -- | -- | ---- |
| 1    | Al Muharraq ClubT | 22  | 10 | 6 | 4 | 0 | 21 | 10 | +11  |
| 2    | Riffa Club        | 21  | 10 | 6 | 3 | 1 | 27 | 13 | +14  |
| 3    | Al Hala SC        | 14  | 10 | 4 | 2 | 4 | 15 | 16 | -1   |
| 4    | Essa Town FC      | 11  | 10 | 3 | 2 | 5 | 15 | 19 | -4   |
| 5    | Malkiya ClubP     | 10  | 10 | 3 | 1 | 6 | 17 | 23 | -6   |
| 6    | Budaiya Club      | 5   | 10 | 1 | 2 | 7 | 8  | 22 | -14  |

| Rang | Équipe           | Pts | J  | G | N | P | Bp | Bc | Diff |
| ---- | ---------------- | --- | -- | - | - | - | -- | -- | ---- |
| 1    | Al-Ahli Club     | 20  | 10 | 6 | 2 | 2 | 16 | 9  | +7   |
| 2    | Busaiteen Club   | 17  | 10 | 4 | 5 | 1 | 17 | 9  | +8   |
| 3    | Bahrain Club     | 14  | 10 | 3 | 5 | 2 | 11 | 11 | 0    |
| 4    | East Riffa       | 13  | 10 | 4 | 1 | 5 | 15 | 14 | +1   |
| 5    | Qalali FCP       | 11  | 10 | 2 | 4 | 4 | 17 | 24 | -7   |
| 6    | Al Hilal Bahrain | 6   | 10 | 1 | 3 | 6 | 11 | 20 | -9   |

### Deuxième phase

#### Groupe A
| Rang | Équipe           | Pts | J | G | N | P | Bp | Bc | Diff |  | Résultats (▼ dom., ► ext.) | Muh | Eas | Hal | Bus |
| ---- | ---------------- | --- | - | - | - | - | -- | -- | ---- |  | -------------------------- | --- | --- | --- | --- |
| 1    | Al Muharraq Club | 14  | 6 | 4 | 2 | 0 | 15 | 8  | +7   |  | Al Muharraq Club           |     | 4-1 | 2-2 | 2-2 |
| 2    | East Riffa       | 10  | 6 | 3 | 1 | 2 | 11 | 8  | +3   |  | East Riffa                 | 0-2 |     | 2-1 | 4-1 |
| 3    | Al Hala SC       | 8   | 6 | 2 | 2 | 2 | 13 | 9  | +4   |  | Al Hala SC                 | 2-3 | 0-0 |     | 3-1 |
| 4    | Busaiteen Club   | 1   | 6 | 0 | 1 | 5 | 6  | 20 | -14  |  | Busaiteen Club             | 1-2 | 0-4 | 1-5 |     |

#### Groupe B
| Rang | Équipe       | Pts | J | G | N | P | Bp | Bc | Diff |  | Résultats (▼ dom., ► ext.) | Ahl | Rif | Bah | Ess |
| ---- | ------------ | --- | - | - | - | - | -- | -- | ---- |  | -------------------------- | --- | --- | --- | --- |
| 1    | Al-Ahli Club | 13  | 6 | 4 | 1 | 1 | 8  | 4  | +4   |  | Al-Ahli Club               |     | 2-0 | 1-0 | 0-1 |
| 2    | Riffa Club   | 9   | 6 | 3 | 0 | 3 | 11 | 9  | +2   |  | Riffa Club                 | 1-2 |     | 1-2 | 2-1 |
| 3    | Bahrain Club | 7   | 6 | 2 | 1 | 3 | 10 | 10 | 0    |  | Bahrain Club               | 1-2 | 2-1 |     | 6-3 |
| 4    | Essa Town FC | 5   | 6 | 1 | 2 | 3 | 7  | 13 | -6   |  | Essa Town FC               | 1-1 | 1-4 | 0-0 |     |

#### Poule de relégation
| Rang | Équipe           | Pts | J | G | N | P | Bp | Bc | Diff |  | Résultats (▼ dom., ► ext.) | Hil | Qal | Mal | Bud |
| ---- | ---------------- | --- | - | - | - | - | -- | -- | ---- |  | -------------------------- | --- | --- | --- | --- |
| 1    | Al Hilal Bahrain | 10  | 6 | 3 | 1 | 2 | 13 | 6  | +7   |  | Al Hilal Bahrain           |     | 3-1 | 4-1 | 0-1 |
| 2    | Qalali FC        | 10  | 6 | 3 | 1 | 2 | 7  | 7  | 0    |  | Qalali FC                  | 1-0 |     | 2-3 | 0-0 |
| 3    | Malkiya Club     | 7   | 6 | 2 | 1 | 3 | 10 | 13 | -3   |  | Malkiya Club               | 1-1 | 1-2 |     | 2-1 |
| 4    | Budaiya Club     | 7   | 6 | 2 | 1 | 3 | 6  | 10 | -4   |  | Budaiya Club               | 1-5 | 0-1 | 3-2 |     |

Barrage de promotion-relégation :
| Équipe 1          | Résultat | Équipe 2           | Aller | Retour |
| ----------------- | -------- | ------------------ | ----- | ------ |
| Malkiya Club (D1) | 4 - 1    | (D2) Qadisiya Club | 1 - 1 | 3 - 0  |

### Phase finale

#### Demi-finales
| Équipe 1         | Résultat | Équipe 2   | Aller | Retour |
| ---------------- | -------- | ---------- | ----- | ------ |
| Al Muharraq Club | 1 - 3    | Riffa Club | 0 - 3 | 1 - 0  |
| Al-Ahli Club     | 2 - 4    | East Riffa | 2 - 3 | 0 - 1  |

#### Finale
| 18 mai 2000 | Riffa Club | 4 - 0 | East Riffa |  |  |
|             |            |       |            |  |  |

## Bilan de la saison
| Championnat de Bahreïn de football 1999-2000                        |                        |
| Champion                                                            | Riffa Club (24e titre) |
| Coupes et trophées                                                  |                        |
| Vainqueur de la Coupe de Bahreïn 1999-2000                          | Riffa Club             |
| Qualifications continentales                                        |                        |
| Coupe d'Asie des clubs champions 2000-2001                          | Al-Ahli Club           |
| Coupe des Coupes 2000-2001                                          | Aucun                  |
| Coupe du golfe des clubs champions 2001                             | Riffa Club             |
| Promotions et relégations                                           |                        |
| Promus en Bahraini Premier League                                   | Setra Club             |
| Relégués en Championnat de Bahreïn de football de deuxième division | Budaiya Club           |